# Workmania botuliformis
Espèce
Workmania botuliformis est une espèce d'araignées aranéomorphes de la famille des Zodariidae.

## Distribution
Cette espèce se rencontre en Thaïlande, en Malaisie, à Singapour et en Indonésie à Sumatra.

## Publication originale
- Dankittipakul, Jocqué & Singtripop, 2012 : Systematics and biogeography of the spider genus Mallinella Strand, 1906, with descriptions of new species and new genera from southeast Asia (Araneae, Zodariidae). Zootaxa, no 3369, p. 1-327.